# Corduliidae
Os cordúlidos (Corduliidae) são uma família de odonatos anisópteros conhecidos como libélulas esmeralda. Estes insetos recebem seu nome devido a seus deslumbrantes olhos verdes. São libélulas de cor normalmente negra ou marron escuro com áreas de verde ou amarelo metálicos, e a maioria têm grandes olhos cor esmeralda. As ninfas são negras, de aspeto peludo, e normalmente semiaquáticas.
Encontram-se quase em todo mundo; não obstante, algumas espécies individuais são bastante raras. A libélula esmeralda de Hine (Somatochlora hineana), por exemplo, é uma espécie em perigo de extinção nos Estados Unidos.

## Taxonomia
Reconhecem-se os seguintes géneros:
- Aeschnosoma Selys, 1870
- Antipodochlora Fraser, 1939
- Cordulia Leach, 1815
- Cordulisantosia Fleck & Costa, 2007
- Dorocordulia Needham, 1901
- Epitheca Burmeister, 1839
- Guadalca Kimmins, 1957
- Helocordulia Needham, 1901
- Hemicordulia Selys, 1870
- Heteronaias Needham & Gyger, 1937
- Metaphya Laidlaw, 1912
- Neurocordulia Selys, 1871
- Paracordulia Tertin, 1906
- Pentathemis Karsch, 1890
- Procordulia Tertin, 1907
- Rialla Navás, 1915
- Somatochlora Selys, 1871
- Williamsonia Davis, 1913